# 羽根谷だんだん公園
羽根谷だんだん公園（はねだにだんだんこうえん）は、岐阜県海津市（旧海津郡南濃町）にある公園。
1980年（昭和55年）から整備が始められ、1994年（平成6年）に完成する。
養老山地の扇状地である羽根谷（同名の川もある）の砂防用堰堤を中心とした公園である。岐阜県選定の「飛騨・美濃さくら三十三選」に選ばれている桜の名所となっている。

## 公園内の主な施設
- 岐阜県さぼう遊学館

土石流、岐阜県の砂防の展示。土石流実験装置、映像学習室がある。羽根谷だんだん公園の中心施設。
- 巨石積み堰堤

羽根谷で現在も現役の堰堤。巨石を積み上げられて造られた明治時代の堰堤。
- 土石流の広場

雲仙岳、桜島で実際に土石流で流された巨石を展示。
- モニュメント

羽根谷の上流にある「白竜神社」にちなみ、竜をモチーフにしたモニュメント。製作者はドイツ人造形作家の「クラウス・カンマーリヒス」。尚、シンボルキャラクターの「イヌリュウ」は、南濃町（当時）の小学生のデザインである。
- バーベキュー広場（4月～10月）[3]

## 羽根谷の砂防と公園の歴史
羽根谷は昔から土石流の多発地帯であり、古くから砂防工事が行なわれていた。主な工事は以下のとおりである。
- 1704年（宝永元年 - 幕府の命により、羽根谷の川底の砂の除去、周辺民家の移動が行なわれた。
- 1754年（宝暦4年 - 宝暦治水の一環として薩摩藩により、羽根谷に砂留堤、石堤、川底の砂の除去が行なわれた。
- 1766年（明和3年） - 砂留堤の修理。
- 1717年（享保2年） - 川底の砂を除去。これ以降、羽根谷は、定州浚え（定期的に川底をさらえる工事）を行なう場所となる。
- 1815年（文化12年） - 川底の砂を除去。護岸工事。
- 1856年（安政3年） - 大垣藩により、羽根谷の位置をずらした。
- 1887年（明治20年） - 内務省により「木曽・長良・揖斐三大河水利分流計画」が着手される。オランダの技術者ヨハニス・デ・レーケがその工事に先立ち、羽根谷の調査を行なう。羽根谷の巨石積み堰堤はこの年に着工され、翌年完成する。
- 1994年（平成6年） - 羽根谷だんだん公園が完成。
- 1997年（平成9年）9月3日 - 羽根谷砂防堰堤（第一堰堤）が、国の登録有形文化財（建造物）として登録された[4]。
- 2003年（平成15年）4月15日 - 羽根谷だんだん公園が岐阜県により、「飛騨・美濃さくら三十三選」に選定された。

## 所在地
- 岐阜県海津市南濃町奥条[1]

## 交通アクセス
- 養老鉄道養老線駒野駅より徒歩約30分。
- 名神高速道路大垣ICの南11.3 kmに位置する。
- 東名阪自動車道桑名東ICの北北西15.6 kmに位置する。